# Melksham
Melksham (engelskt uttal: [ˈmɛlkʃəm]) är en stad och civil parish i grevskapet Wiltshire i södra England. Staden ligger i enhetskommunen Wiltshire vid floden Bristol Avon, cirka 15,5 kilometer öster om Bath. Tätorten (built-up area) hade 18 271 invånare vid folkräkningen år 2021. Melksham nämndes i Domedagsboken (Domesday Book) år 1086, och kallades då Melchesham.